# DDR-Meisterschaften im Boxen 1983
Die DDR-Meisterschaften im Boxen wurden 1983 zum 35. Mal ausgetragen und fanden vom 6. bis 11. Dezember in der Erwin-Panndorf-Halle in Gera statt. Der ASK Vorwärts Frankfurt/O. war mit vier Titeln der erfolgreichste Verein dieser Meisterschaft. Mit Klaus-Dieter Kirchstein, Frank Rauschning, Siegfried Mehnert, Klaus-Dieter Schmid und Ulli Kaden konnten fünf Boxer ihren Titel aus dem Vorjahr verteidigen. Michael Timm  kam diesmal eine Gewichtsklasse höher zu Titelehren.

## Endergebnisse
| Gewichtsklasse                  | Gold                                          | Silber                                       | Bronze                                    | Bronze                                    |
| Halbfliegengewicht (bis 48 kg)  | Dietmar Geilich ASK Vorwärts Frankfurt/O.     | Robert Marx SC Traktor Schwerin              | René Breitbarth SC Traktor Schwerin       | Gunnar Lexow ASK Vorwärts Frankfurt/O.    |
| Fliegengewicht (bis 51 kg)      | Mike Knuth SC Traktor Schwerin                | Andreas Töpfer SG Wismut Gera                | Jürgen Ryba SG Wismut Gera                | Wolfgang Prosch SC Dynamo Berlin          |
| Bantamgewicht (bis 54 kg)       | Klaus-Dieter Kirchstein SC Dynamo Berlin      | Andreas Zülow SC Traktor Schwerin            | Jan Hoffmann ASK Vorwärts Frankfurt/O.    | Robby Meyer SG Wismut Gera                |
| Federgewicht (bis 57 kg)        | Frank Rauschning SG Wismut Gera               | Michael Stachewicz ASK Vorwärts Frankfurt/O. | Nils Wiegrefe SC Traktor Schwerin         | Thomas Lange SC Traktor Schwerin          |
| Leichtgewicht (bis 60 kg)       | Ingo Benske ASK Vorwärts Frankfurt/O.         | Torsten Lange SC Traktor Schwerin            | Andreas Mehnert SC Chemie Halle           | Thomas Schulz SG Wismut Gera              |
| Halbweltergewicht (bis 63,5 kg) | Siegfried Mehnert SC Chemie Halle             | Herbert Thier SC Chemie Halle                | Andre Brand SC Cottbus                    | Hartmut Krüger ASK Vorwärts Frankfurt/O.  |
| Weltergewicht (bis 67 kg)       | Torsten Schmitz SC Traktor Schwerin           | Fred Moritz SC Dynamo Berlin                 | Steffen Wermuth ASK Vorwärts Frankfurt/O. | Enrico Richter SG Wismut Gera             |
| Halbmittelgewicht (bis 71 kg)   | Michael Timm SC Traktor Schwerin              | Detlef Kästner SC Dynamo Berlin              | Eike Walther TSC Berlin                   | Ralf Hunger SC Chemie Halle               |
| Mittelgewicht (bis 75 kg)       | Henry Maske ASK Vorwärts Frankfurt/O.         | Helmut Woge SC Magdeburg                     | René Suetovius SC Chemie Halle            | Reiner Schween SC Traktor Schwerin        |
| Halbschwergewicht (bis 81 kg)   | Detlef Friese SC Chemie Halle                 | Andreas Schroth SC Dynamo Berlin             | Michael Ernst SC Chemie Halle             | Jens Demmler SG Wismut Gera               |
| Schwergewicht (bis 91 kg)       | Klaus-Dieter Schmid ASK Vorwärts Frankfurt/O. | Werner Kohnert TSC Berlin                    | Peter Philipp SC Chemie Halle             | Detlef Albrecht SC Dynamo Berlin          |
| Superschwergewicht (über 91 kg) | Ulli Kaden SG Wismut Gera                     | Sven Karberg TSC Berlin                      | Lutz Philipp SC Magdeburg                 | Karl-Heinz Schröder BSG Stahl Hennigsdorf |

## Medaillenspiegel
| Platz | Verein | Verein                    | Gold | Silber | Bronze | Total |
| ----- | ------ | ------------------------- | ---- | ------ | ------ | ----- |
| 01    |        | ASK Vorwärts Frankfurt/O. | 4    | 1      | 4      | 09    |
| 02    |        | SC Traktor Schwerin       | 3    | 3      | 4      | 10    |
| 03    |        | SG Wismut Gera            | 2    | 1      | 5      | 08    |
| 03    |        | SC Chemie Halle           | 2    | 1      | 5      | 08    |
| 05    |        | SC Dynamo Berlin          | 1    | 3      | 2      | 06    |
| 06    |        | TSC Berlin                | –    | 2      | 1      | 03    |
| 07    |        | SC Magdeburg              | –    | 1      | 1      | 02    |
| 08    |        | SC Cottbus                | –    | –      | 1      | 01    |
| 08    |        | BSG Stahl Hennigsdorf     | –    | –      | 1      | 01    |
|       | Total  | Total                     | 12   | 12     | 24     | 48    |